# Línia Barcelona-Manresa-Lleida-Almacelles
La línia Barcelona-Manresa-Lleida-Almacelles o de Saragossa és una línia de ferrocarril catalana, propietat d'Adif, que connecta Barcelona amb Lleida i l'Aragó travessant el Vallès, el Bages, la Segarra i el Segrià. Comença a l'estació de Barcelona-Sants, i acabava a Almacelles per després seguir cap a Saragossa.
La línia és d'ample ibèric amb doble via entre Barcelona i Manresa i via única entre Manresa i Lleida. Els serveis que transcorren per la línia són de rodalia, regional i mercaderia.

## Història

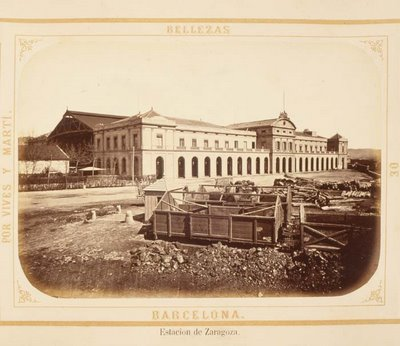
Estació de Saragossa al carrer de Vilanova

El 3 de novembre del 1852 es va atorgar la concessió del ferrocarril de Barcelona a Saragossa a Alberto Urríes qui la va transferir a la Companyia del Ferrocarril de Saragossa a Barcelona que va inaugurar la línia el 2 de maig del 1855 entre Montcada i Sabadell.
Per a arribar a Barcelona, la companyia va subscriure un conveni amb la Companyia dels Ferrocarrils de Barcelona a Granollers perquè els cedís part de la terminal del Passeig de la Duana, la meitat de les obres de fàbrica, i poder muntar dues vies entre Montcada i Barcelona, una per a cada companyia. El projecte inicial d'estació terminal en els terrenys cedits no es va dur a terme i es va optar per uns terrenys situats a l'actual carrer de Vilanova i el 21 de maig del 1862, amb la inauguració de la línia entre Montcada i l'estació de Vilanova o Saragossa  el conveni va quedar anul·lat.
No fou fins al 1932 que es construí el nou ramal fins a Plaça Catalunya i el 1977 fins a l'Estació de Sants.

## Característiques generals

### Serveis ferroviaris
Actualment, hi circulen trens de la línia R4 de Rodalies Barcelona, connectant l'estació de Sant Vicenç de Calders amb Barcelona i Manresa, a més de la línia RL3 i línia RL4 de Rodalies Lleida la línia R43 de Lleida a Saragossa de mitjana distància.
| Servei                                                                                     | Terminal servei           | Inici línia               | Fi línia        | Terminal servei |
| ------------------------------------------------------------------------------------------ | ------------------------- | ------------------------- | --------------- | --------------- |
|                                                                                            | Sant Vicenç de Calders    | Barcelona-Sants           | Manresa         | Manresa         |
|                                                                                            | Terrassa Estació del Nord | Terrassa Estació del Nord | Lleida Pirineus | Lleida Pirineus |
|                                                                                            | Cervera                   | Cervera                   | Lleida Pirineus | Lleida Pirineus |
|                                                                                            | Lleida Pirineus           | Lleida Pirineus           | Aragó           | Saragossa       |
| Es marca l'inici i principi de la línia i la terminal del servei, fora o dins de la línia. |                           |                           |                 |                 |

## Galeria d'imatges

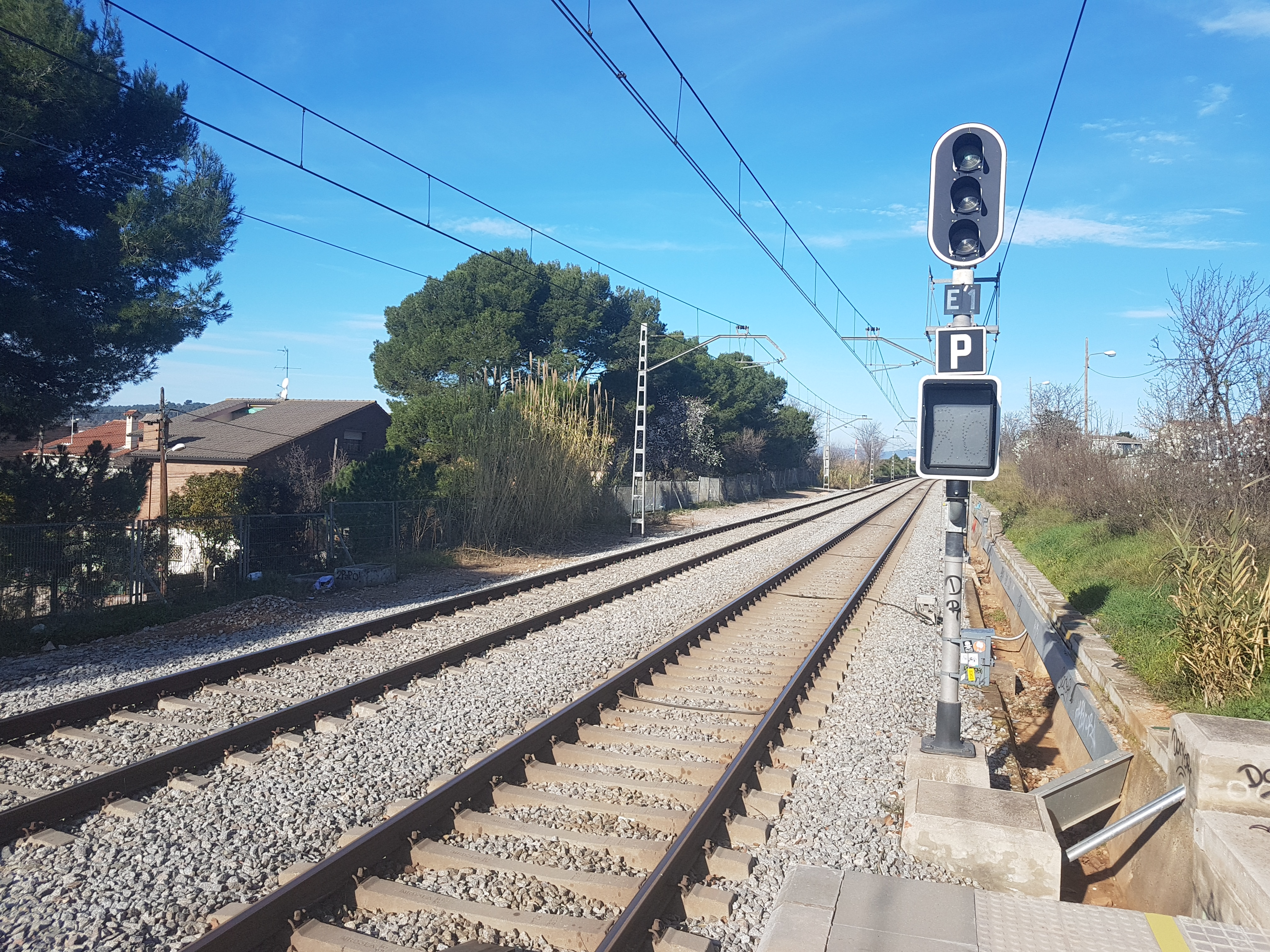
Senyal de sortida a Barberà del Vallès cap a Sabadell
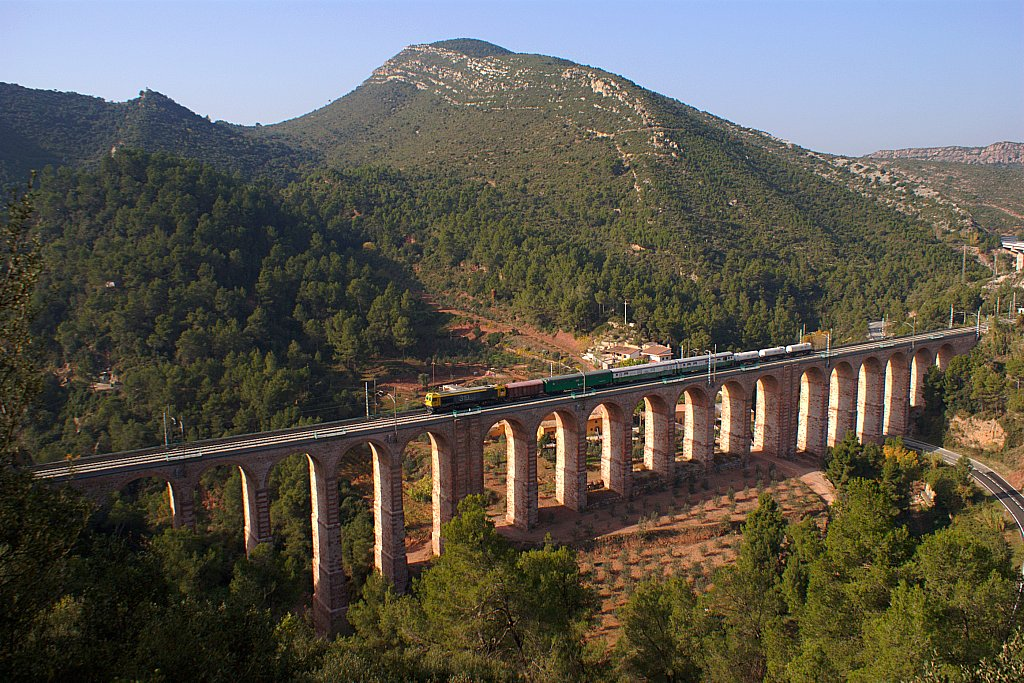
La locomotora dièsel-elèctrica 319.223 de Renfe Operadora, baixant amb un herbicida cap a Montcada, pel Viaducte del Buxadell.
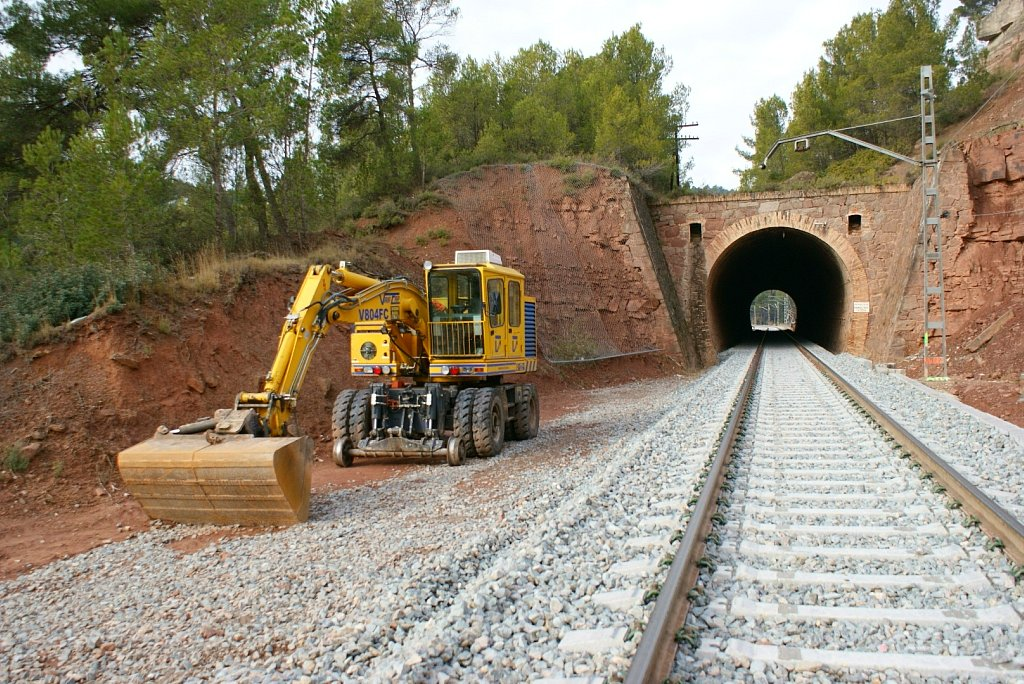
Traçat a Rajadell,un cop passat Manresa en via única fins a Lleida.
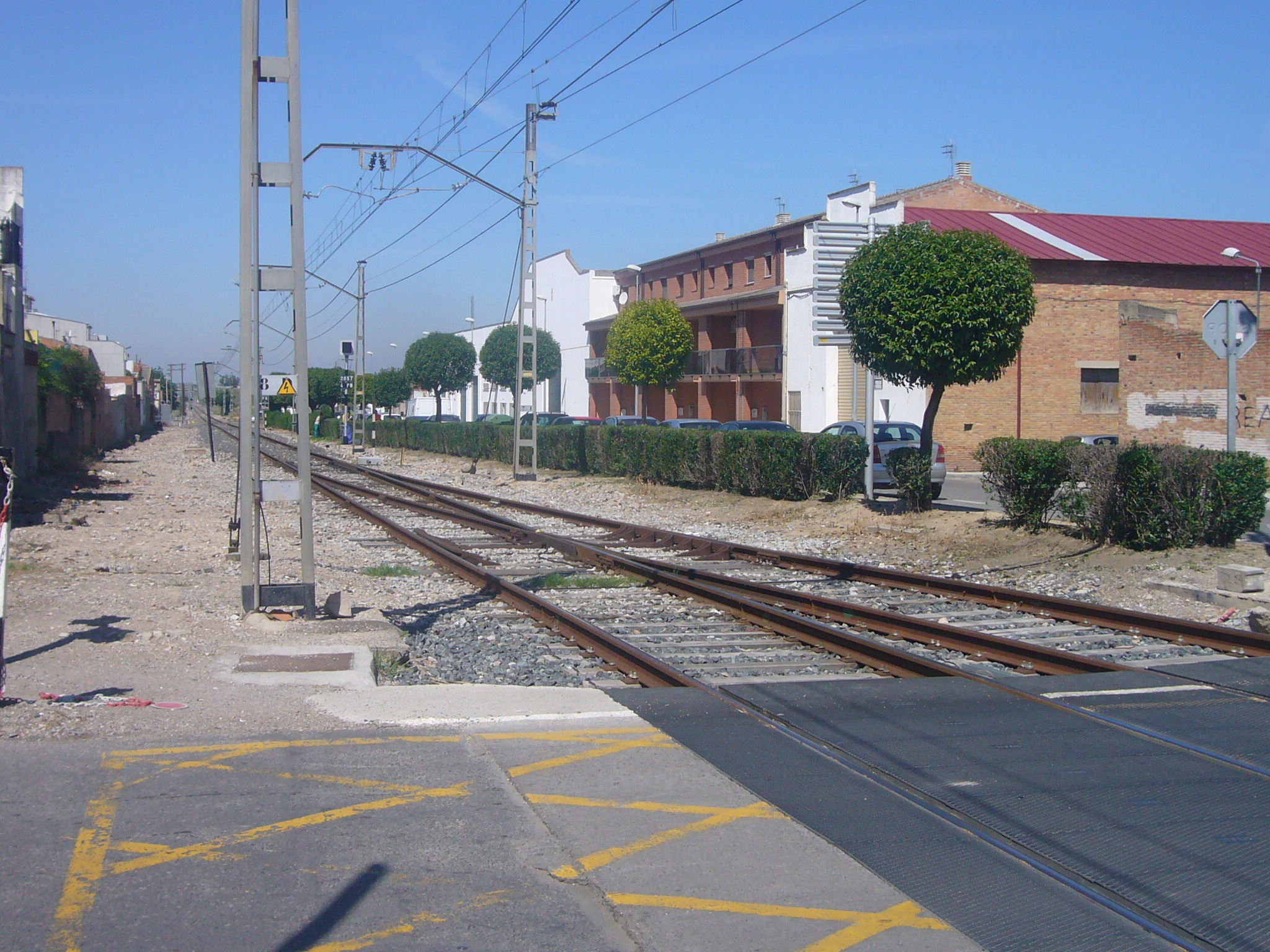
Agulla a l'entrada de l'estació de Mollerussa